# Fiebre hemorrágica de Omsk
La fiebre hemorrágica de Omsk es una infección causada por el virus de la fiebre hemorrágica de Omsk (Omsk hemorrhagic fever o OHFV) un miembro del género Flavivirus, Su mortalidad es del 1 al 10%.
Es endémica de Siberia, y se le llama así porque ocurrió un brote en Omsk (Rusia).

## Causa
La fiebre hemorrágica de Omsk es causada por el virus de la fiebre hemorrágica de Omsk (OHFV), un miembro de la familia Flavivirus. El nombre actual de la especie es Orthoflavivirus omskense según los estándares de taxonomía del Comité Internacional sobre Taxonomía de Virus.El virus fue descubierto por Mikhail Chumakov y sus colegas entre 1945 y 1947 en Omsk, Rusia. La infección se encuentra en Siberia occidental, en lugares como Omsk, Novosibirsk, Kurgan y Tyumen. El virus sobrevive en el agua y se transmite a los humanos a través de agua contaminada o de una garrapata infectada.
Los principales huéspedes del OHFV son roedores como la rata almizclera no nativa. El OHFV se origina en las garrapatas, que luego lo transmiten a los roedores al picarlos. Los humanos se infectan por picaduras de garrapatas o por contacto con ratas almizcleras. Los humanos también pueden infectarse a través del contacto con sangre, heces u orina de una rata almizclera muerta o enferma (o de cualquier tipo de rata). El virus también se puede transmitir a través de la leche de cabras u ovejas infectadas. No hay evidencia de que el virus sea contagioso entre humanos.

### Evolución
El virus parece haber evolucionado en los últimos 1000 años. Los genomas virales se pueden dividir en dos clados: A y B. El clado A tiene cinco genotipos y el clado B tiene uno. Estos clados se separaron hace unos 700 años. Esta separación parece haber ocurrido en la provincia de Kurgan. Posteriormente, el clado A se dividió en los clados C, D y E hace 230 años. Los clados C y E parecen haberse originado en las provincias de Novosibirsk y Omsk respectivamente. La rata almizclera Ondatra zibethicus, que es muy susceptible a este virus, se introdujo en esta zona en los años 1930.

## Diagnóstico
La fiebre hemorrágica de Omsk se puede diagnosticar aislando el virus de la sangre o mediante pruebas serológicas mediante un ensayo serológico inmunoabsorbente. La tasa de mortalidad por OHF es de 0,5 a 3%. El tratamiento es de apoyo; No existe un tratamiento específico para la OHF. Esto ayuda a mantener la hidratación y brinda precauciones a los pacientes con trastornos hemorrágicos.

## Prevención
La prevención de la fiebre hemorrágica de Omsk consiste principalmente en evitar la exposición a las garrapatas. Las personas que se dedican a acampar, cultivar, silvicultura y cazar (especialmente la rata almizclera siberiana) corren un mayor riesgo y deben usar ropa protectora o repelente de insectos para protegerse. Generalmente se recomienda lo mismo para las personas que se encuentran en lugares protegidos.